# مسجد ماري
مسجد الحاج قربانقلي يقع المسجد في مدينة ماري في تركمانستان .

## البناء
بني مسجد الحاج غربانغولي في الفترة (2001 - 2009)، خلال حكم قربانقلي بردي محمدوف رئيس جمهورية تركمانستان في تلك الفترة، يعد المسجد معلما بارزا في مدينة ماري مع مآذنه الأربعة العالية .

## التاريخ
وضع مشروع بناء مسجد الحاج قربانقلي في عام 2001 بواسطة المهندسين المعماريين من مدينة عشق أباد كاكاجان ودورلي دورديف، ولكن طال أمد بناء المسجد بسبب نقص في الأموال، وفي عام 2007 وفي الاجتماع الذي عقد في مجلس ماري الشعبي في تركمانستان، طالب سكان مدينة ماري رئيس تركمانستان قربانقلي بردي محمدوف في المساعدة في بناء المسجد، وعلى اثر هذه المطالب أصدر الرئيس التركماني قرار بتخصيص مبلغ وقدره مليون دولار من الصندوق الخيري لرئيس تركمانستان لغرض بناء المسجد، وتولى بناء المسجد الشركة التركية كيليك انسات .

## الافتتاح
افتتح مسجد الحاج قربانقلي في ربيع عام 2009، وكان الافتتاح قد اقيم على شرف قربانقلي بردي محمدوف رئيس جمهورية تركمانستان بعد مطالبة السكان له بافتتاح المسجد، وقد اقيم الافتتاح بحضور رئيس تركمانستان شخصيا .